# Акколь (Павлодарская область)
Акколь (каз. Ақкөл) — село в Павлодарской области Казахстана. Находится в подчинении городской администрации Экибастуза. Административный центр Аккольского сельского округа. Расположено в 86 км к северо-западу от Экибастуза и в 167 км к западу от Павлодара. Код КАТО — 552233100.
Акколь был центральной усадьбой бывшего овцеводческого совхоза «Аккольский», основанного в 1935 году.

## Население
В 1985 году в селе проживало 1289 человек. В 1999 году население села составляло 1242 человека (619 мужчин и 623 женщины). По данным переписи 2009 года, в селе проживали 843 человека (397 мужчин и 446 женщин).